# Палапье
Пала́пье (англ. Palapye) — город на востоке Ботсваны, расположенный на территории Центрального округа.

## Географическое положение
Расположен в 240 км к северо-востоку от Габороне и 170 км к юго-западу от Франсистауна, на высоте 919 м над уровнем моря. Город находится примерно в 70 км к северу от тропика Козерога. Через территорию Палапье протекает река Лоцани.
Лето в Палапье продолжается с середины сентября по середину апреля; в этот период в городе исключительно жарко, дневные температуры нередко достигают 40 °C. Зима — мягкая и засушливая. Средняя годовая норма осадков насчитывает около 400 мм.

## Климат
| Показатель                    | Янв. | Фев. | Март | Апр. | Май  | Июнь | Июль | Авг. | Сен. | Окт. | Нояб. | Дек. | Год   |
| ----------------------------- | ---- | ---- | ---- | ---- | ---- | ---- | ---- | ---- | ---- | ---- | ----- | ---- | ----- |
| Средний суточный максимум, °C | 31,4 | 30,5 | 29,5 | 27,3 | 25,1 | 22,5 | 22,5 | 24,8 | 28,8 | 31,0 | 31,5  | 31,6 | 28,1  |
| Средняя температура, °C       | 25,0 | 24,3 | 22,9 | 19,9 | 16,1 | 13,1 | 12,8 | 15,3 | 19,8 | 23,2 | 24,7  | 25,0 | 20,2  |
| Средний суточный минимум, °C  | 18,7 | 18,0 | 16,4 | 12,4 | 7,2  | 3,6  | 3,1  | 5,9  | 10,7 | 15,5 | 17,9  | 18,4 | 12,3  |
| Норма осадков, мм             | 76,0 | 77,9 | 49,9 | 27,5 | 5,9  | 1,7  | 1,5  | 0,8  | 6,9  | 28,8 | 54,7  | 74,1 | 405,7 |
| Источник: ,                   |      |      |      |      |      |      |      |      |      |      |       |      |       |

## Население
По данным переписи 2011 года население города составляет 36 211 человек.
Динамика численности населения города по годам:
| 1981  | 1991   | 2001   | 2011   | 2013   |
| ----- | ------ | ------ | ------ | ------ |
| 9 593 | 17 362 | 26 293 | 36 211 | 38 432 |

## Транспорт
Через Палапье проходит трансафриканское Шоссе Каир-Кейптаун, Транскалахарская автомагистраль и несколько региональных автомобильных дорог.
Через город проходит также и железная дорога, соединяющая все города на востоке и юго-востоке Ботсваны.
В пригороде имеется небольшой аэропорт Палапье. Существуют планы по строительству международного аэропорта.

## Достопримечательности
Из достопримечательностей города можно отметить заповедник Кхама-Райно, расположенный примерно в 50 км к северо-западу от Палапье и в 15 км от города Серове. Этот заповедник служит домом для очень редких белого и чёрного носорогов. Примерно в 20 км к юго-востоку от города имеются остатки Пхалацве (старого Палапье), бывшего столицей народа бамангвато во времена правления Кхамы III в период с 1889 по 1902 годы.